# Siritchino
Siritchino (en macédonien Сиричино) est un village du nord-ouest de la Macédoine du Nord, situé dans la municipalité de Yégounovtsé. Le village comptait 395 habitants en 2002.

## Démographie
Lors du recensement de 2002, le village comptait :
- Macédoniens : 395